# Sumberdadi (Sumbergempol)
Sumberdadi is een bestuurslaag in het regentschap Tulungagung van de provincie Oost-Java, Indonesië. Sumberdadi telt 5916 inwoners (volkstelling 2010).